# Гари (Грязовецкий район)
Га́ри — деревня в Грязовецком районе Вологодской области России.
Входит в состав Перцевского муниципального образования, с точки зрения административно-территориального деления — в Перцевский сельсовет.
Расстояние по автодороге до районного центра Грязовца — 1 км, до центра муниципального образования Слободы — 21 км. Ближайшие населённые пункты — Анопино, Князево, Качалово.
По переписи 2002 года население — 39 человек (17 мужчин, 22 женщины). Преобладающая национальность — русские (95 %).